# Nastassja Hutschok
Nastassja Anatoljeuna Hutschok (belarussisch Настасся Анатольеўна Гучок, russisch Анастасия Анатольевна Гучок/Anastassija Anatoljewna Gutschok; * 17. Januar 1992 in Minsk) ist eine belarussische Ringerin. Sie wurde 2012 Junioren-Weltmeisterin und 2013 Europameisterin jeweils in der Gewichtsklasse bis 63 kg Körpergewicht.

## Werdegang
Nastassja Hutschok begann als Jugendliche 2004 mit dem Ringen. Sie gehört einem Ringerclub in Minsk an und wird von Leonid Aleschkewitsch trainiert. Sie ist Studentin und wiegt bei einer Größe von 1,65 Metern ca. 65 kg.
Ihr Debüt auf der internationalen Ringermatte gab sie im Jahre 2009, als sie bei der Junioren-Europameisterschaft (Cadets) in Zrenjanin in der Gewichtsklasse bis 56 kg den 9. Platz belegte. Bereits ein Jahr später gewann sie bei der Junioren-Europameisterschaft in Samokow in der Gewichtsklasse bis 63 kg, in der sie in der Folgezeit immer an den Start ging, hinter Aline Focken, Deutschland und Irina Schuschko, Russland, eine Bronzemedaille. Im Juniorenalter gewann sie dann noch mehr Medaillen. 2011 wurde sie in Zrenjanin Vize-Europameisterin hinter Julia Alborowa, Russland, aber noch vor Tajbe Jusein aus Bulgarien. Im gleichen Jahr wurde sie Dritte bei der Junioren-Weltmeisterschaft in Bukarest und im Jahre 2012 gelang ihr der größte Erfolg als Juniorenringerin, sie wurde in Pattaya Weltmeisterin vor Maria Ljulkowa, Russland und Allison Mackenzie Ragan aus den Vereinigten Staaten.
Noch während ihrer Juniorenzeit wurde Nastassja Hutschok auch schon bei mehreren internationalen Meisterschaften der Damen eingesetzt. Bereits 2010 war sie bei der Weltmeisterschaft in Moskau am Start, verlor dort aber ihren ersten Kampf gegen Yvonne Englich-Hees aus Deutschland und belegte den 22. Platz. Auch bei der Europameisterschaft 2012 in Belgrad kam sie nicht sehr weit, denn sie verlor dort gegen Agoro Papavasiliou aus Griechenland und kam auf den 13. Platz. Ähnlich erging es ihr dann auch bei der Weltmeisterschaft 2012 in Strathcoona County. Sie verlor dort gegen Justine Bouchard aus Kanada und landete auf dem 15. Platz.
Im März 2013 platzte dann bei Nastassja Hutschok auch bei den Seniorinnen der Knoten. Sie wurde in Tiflis mit Siegen über Gabrielle Sleisz, Ungarn, Tatjana Lawrentschuk, Ukraine und Tschargalma Zyrenowa, Russland neue Europameisterin in der Gewichtsklasse bis 59 kg, in die sie abtrainiert hatte. Bei der Weltmeisterschaft 2013 in Budapest war sie nicht am Start.

## Internationale Erfolge
| Jahr | Platz | Wettbewerb                                    | Gewichtsklasse | Ergebnisse |
| 2009 | 8.    | Junioren-EM (Cadets) in Zrenjanin             | bis 56 kg      | Siegerin: Mariana Esanu, Moldawien                                                                                                   |
| 2009 | 3.    | Junioren-EM in Samokow                        | bis 63 kg      | hinter Aline Focken, Deutschland und Irina Schuschko, Russland                                                                       |
| 2010 | 10.   | Junioren-WM in Budapest                       | bis 63 kg      | nach Niederlagen gegen Walerija Lasinskaja, Russland und Aline Focken                                                                |
| 2010 | 22.   | WM in Moskau                                  | bis 63 kg      | nach einer Niederlage gegen Yvonne Englich-Hees, Deutschland                                                                         |
| 2011 | 5.    | "Alexander-Medwed"-Preis in Minsk             | bis 63 kg      | Siegerin: Ljubow Michailowna Wolossowa, Russland vor Laura Skujite, Lettland                                                         |
| 2011 | 2.    | Junioren-EM in Zrenjanin                      | bis 63 kg      | hinter Julia Alborowa, Russland, vor Taybe Yusein, Bulgarien und Tatjana Lawrentschuk, Ukraine                                       |
| 2011 | 3.    | Junioren-WM in Budapest                       | bis 63 kg      | nach einem Sieg über Irina Schuschko, einer Niederlage gegen Taybe Yusein und Siegen über Tatjana Lawrentschuk und Rio Watari, Japan |
| 2012 | 11.   | "Dan Kolow & Nikola Petrow"-Memorial in Sofia | bis 63 kg      | Siegerin: Johanna Mattsson vor Henna Johansson, beide Schweden                                                                       |
| 2012 | 12.   | Intern. Turnier in Kiew                       | bis 63 kg      | Siegerin: Ljubow Michailowna Wolossowa vor Julia Ostaptschuk, Ukraine                                                                |
| 2012 | 13.   | EM in Belgrad                                 | bis 63 kg      | nach einer Niederlage gegen Agoro Papavasiliou, Griechenland                                                                         |
| 2012 | 15.   | Olympia-Qualif.-Turnier in Taiyuan/China      | bis 63 kg      | Siegerin: Henna Johansson vor Elif Jale Yeşilırmak, Türkei                                                                           |
| 2012 | 3.    | Großer Preis von Deutschland in Dormagen      | bis 63 kg      | hinter Marianna Sastin, Ungarn und Maryja Mamaschuk, Belarus                                                                         |
| 2012 | 2.    | Poland-Open in Ratibor                        | bis 63 kg      | hinter Anastasija Grigorjeva, Lettland, vor Paulina Grabowska, Polen und Marianna Sastin                                             |
| 2012 | 1.    | Junioren-WM in Pattaya                        | bis 63 kg      | vor Maria Ljulkowa, Russland, Allison Mackenzie Ragan, USA und Jekaterina Larionowa, Kasachstan                                      |
| 2012 | 5.    | "Alexander-Medwed"-Preis in Minsk             | bis 63 kg      | Siegerin: Maryja Mamaschuk vor Larissa Kanejewa, Russland                                                                            |
| 2012 | 15.   | WM in Strathcoona County/Kanada               | bis 63 kg      | nach einer Niederlage gegen Justine Bouchard, Kanada                                                                                 |
| 2013 | 7.    | Intern. Turnier in Kiew                       | bis 63 kg      | Siegerin: Ilana Kratysch, Israel vor Paulina Grabowska, Angela Fomenko, Russland und Monika Ewa Michalik, Polen                      |
| 2013 | 3.    | "Alexander-Medwed"-Preis in Minsk             | bis 63 kg      | hinter Anastasija Grigorjeva und Maryja Mamaschuk                                                                                    |
| 2013 | 1.    | EM in Tiflis                                  | bis 59 kg      | nach Siegen über Gabriella Sleisz, Ungarn, Tatjana Lawrentschuk, Ukraine und Tschargalma Zyrenowa, Russland                          |
| 2013 | 2.    | Großer Preis von Deutschland in Dormagen      | bis 63 kg      | hinter Elif Jale Yeşilırmak, Türkei, vor Justine Bouchard und Marianna Sastin                                                        |
| 2013 | 2.    | Großer Preis von Spanien in Madrid            | bis 59 kg      | hinter Braxton Rei Stone-Papadopoulos, USA, vor Agnieszka Krol, Polen und Oksana Nagornych, Russland                                 |
| 2013 | 11.   | "Wacław-Ziółkowski"-Memorial in Spała         | bis 63 kg      | Siegerin: Maryja Mamaschuk vor Monika Ewa Michalik                                                                                   |
| 2014 | 3.    | "Iwan-Yarigin"-Grand-Prix in Krasnojarsk      | bis 60 kg      | hinter Swetlana Lipatowa und Tschargalma Zyrenowa, beide Russland                                                                    |
| 2014 | 1.    | "Alexander-Medwed"-Prize in Minsk             | bis 60 kg      | vor Irina Netreba, Aserbaidschan, Oksana Herchel, Ukraine und Julia Alborowa, Russland                                               |

Erläuterungen
- alle Wettkämpfe im freien Stil
- WM = Weltmeisterschaft, EM = Europameisterschaft